# 楕円ピストンエンジン

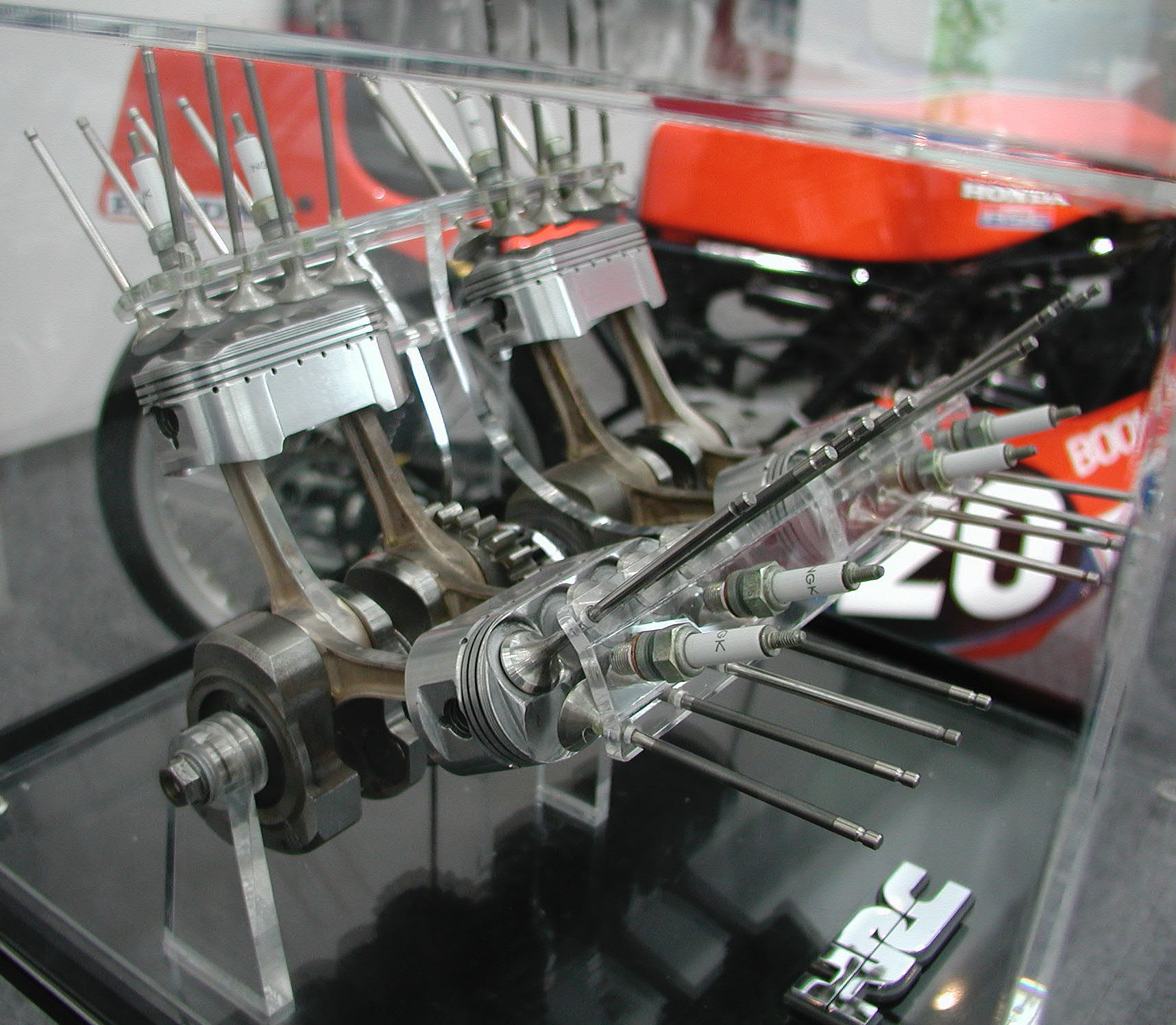
楕円ピストンエンジンのピストン・クランクシャフトの周辺

楕円ピストンエンジン(だえんピストンエンジン)は、ピストンの形状が真円ではなくオーバル状となっている4ストローク機関。主に本田技研工業によりオートバイレースで使用され、少量が市販化された。
「楕円」と呼ばれているが、幾何学で定義するところの「楕円」ではない。ロードレース世界選手権(開発当時:WGP・現在:MotoGP)及び耐久レース用のレーサーに使用されたエンジンでは長円状(2つの半円を直線で繋いだ陸上競技のトラックのような形状)であった(写真)。市販されたホンダ・NRでは正規楕円包絡線形状(楕円の周上に、小円の中心を置き、小円を移動して形成される包絡線)に変更された。英語でもellipticalともされるがovalともされる。
楕円形ピストンとしては、ホンダのものが有名であるが、1920年代にトライアンフが実験的に単気筒エンジンを改造し作成したものを始め、1990年にはVWが楕円ピストンのディーゼルエンジンを公表するなど、多様なメーカが実験・開発を行っている。

## 開発の経緯
ホンダでは1970年代後半に当時のWGP・500ccクラスに復帰するに当たって各種のエンジン方式が検討された。当時のホンダは創業者本田宗一郎の考えもあり市販車の2ストローク化に消極的で、公害問題にも関心が高まっていたことから、敢えて4ストロークで戦う方針が立てられた。
当時のレギュレーションでは2ストローク・4ストローク問わず自然吸気エンジン車は4気筒まで、過給機付きエンジンでは2気筒250ccまでで、容易に高出力化が可能なターボ過給も検討されたが、過給気を冷却するためのインタークーラーや過給圧の過度な上昇を防ぐためのウェイストゲートバルブなどのバイパスパイプ類といった補器類による重量増加、そして排気圧が高くなる高回転域でないとメリットになる高出力が発揮できないターボラグの存在など宿命的なレスポンスの問題もあり、自然吸気エンジンでの参戦が決定した。
しかしながら、当時ホンダ社内でWGP復帰のための新規車開発チーム(NRブロック)の開発リーダーの福井威夫の指揮下で行われた開発作業は難航。その理由は、当時のWGPのエンジンレギュレーションにあった。
前述の通り、爆発回数が2ストロークの半分になる4ストロークで同等の出力を得るには、当時の2ストロークGPマシンの平均的な最大出力回転数の2倍にあたる2万rpmを壊れずに出せる超高回転エンジンにする必要があったのだが、最大気筒数は500ccクラスでも4気筒に制限されており、60年代に GP界を席巻したような「多気筒高回転エンジン路線」は実現不可能であり、またMotoGPクラス2002年シーズン開始当初のような4ストローク車への排気量優遇措置もなかった。本田技術研究所の入交昭一郎は、ある日運転中に交通信号機を眺めていて楕円ピストンを着想し、8気筒のパフォーマンスを4気筒で実現する新型エンジンの開発に踏み切ったという。楕円形ピストンエンジンならば吸排気バルブを8本にしつつ、そのためのバルブ駆動システムも複雑にならない。円形ピストンでは8本のバルブを4本ずつ2列に並べることはできないが、楕円形ピストンならばこの問題はクリアできる。

## 概説
ホンダで、楕円ピストンを採用したエンジンはV型4気筒ながらも、1気筒当りバルブは吸気・排気とも4バルブずつ計8バルブ、点火プラグ2本、コネクティングロッドが2本と、V型8気筒の隣接する2気筒同士を繋き合わせた格好である。ピストンとシリンダーの形状は前述のように長円形で、後に市販化にあたり量産性確保の目的で正規楕円包絡線形状に変更された。これは長円形では円周から直線部への移行点で曲率が不連続に変化するため、加工誤差を生じやすく量産化が困難だったためで、市販車ではNC制御の自動機械加工とされ、別体シリンダーと共に互換性が保証されている。
ピストンリングが開発の焦点であり、初期には非常に難航した。レース車両では最終的に当初予定の約2万rpmを達成したものの、信頼性と耐久性の欠如に終始悩まされた。一方、独特の気筒形状から混合気のタンブル流(縦の渦流)が安定的かつ強力に生成され、体積効率が高く火炎伝播も良好で、超ショートストロークで超高回転・高出力を実現しつつも、異例にパワーバンドが広く取れることが明らかになった。
しかし関連特許をホンダが固めてしまったため、不公平を憂慮したFIA及びFIMによってレギュレーション上規制を受け、F1に続いてMotoGPでの使用も2007年から禁止された。高性能が発揮できる反面、生産コストが膨大になることから、レース活動終了後に少量市販された市販モデルNRを除き、四輪車も含め市販車への投入は見送られたままになっている。

## 試験エンジンの仕様
1978年7月 K00
エンジン - 空冷4ストローク・SOHC4バルブ・単気筒
排気量 - 152cc
最高出力 - 約10ps
特記 - 市販車XL250のシリンダー及びピストンのみを長円のものに置換した試験機
1978年10月 K0
エンジン - 水冷4ストローク・DOHC8バルブ・単気筒
排気量 - 125cc
最高出力 - 約20ps
特記 - 後のV型4気筒モデルの原型となる試験機
1983年10月 NR250 TURBO
エンジン - 水冷4ストローク・DOHC16バルブ・V型2気筒
排気量 - 250cc
最高出力 - 153ps/18,500rpm
特記 - 過給圧2.0、ツインターボ、長円ピストンの可能性を探る試験機
車両に搭載されたエンジンの仕様はホンダ・NRを参照のこと